# Авлос
А́вло́с (греч. αὐλός, лат. tibia, редко aulos) — древнегреческий духовой музыкальный инструмент, предположительно с двумя видами тростей: одинарной или двойной. Сам авлос бывает одинарным и двойным. Конструктивно напоминает современный гобой.

## Краткая характеристика
Корпус — деревянная или костяная трубка с 3—5 высверленными в ней отверстиями. В трубку вставлялся цилиндр со скошенным основанием (ὅλμος букв. «ступка»), в который в свою очередь вставлялась двойная трость (γλῶσσα, букв. «язычок»). Технологию изготовления тростей для авлоса подробно описывает Теофраст. Поскольку игра на авлосе требовала изрядного напряжения лицевых мышц, некоторые авлеты использовали кожаные ремешки (φορβειά), которые, охватывая шею, натягивались на щёки. Эти ремешки хорошо видны на сохранившихся древних изображениях авлетов (см. илл. ниже).
Авлос, возможно, был заимствован греками из Малой Азии (сами греки считали, что этот инструмент пришёл из Фригии). В Древнем Риме авлос именовался словом «тибия» (лат. tibia). Наряду с одинарным широкое распространение имели двойные авлосы: с трубками одинаковой или разной длины.

## Мифология
Согласно мифу, (двойной) авлос из костей оленя изготовила Афина и решила на пиру богов сыграть на нём. Она не могла понять, почему Гера и Афродита давились от смеха, глядя на неё. Бродя с авлосом возле ручья, Афина увидела в нём своё отражение. Тут ей стало понятно, как глупо она выглядела с напряжённым лицом и безобразно раздутыми щеками. Богиня в гневе отбросила авлос и наложила проклятье на каждого, кто осмелится его поднять. Фригийский пастух Марсий подобрал авлос и не успел поднести его к губам, как инструмент сам собой заиграл прекрасные мелодии, которые прежде «выдувала» Афина. Уверовав в свой талант, Марсий осмелился вызвать на соревнование самого Аполлона-кифареда. Музы, приглашённые в качестве жюри, не смогли присудить победу ни одному из двоих участников, так как были очарованы звучанием обоих инструментов. Тогда в качестве дополнительного конкурсного условия Аполлон установил играть на инструменте и одновременно петь. Понятно, что на авлосе сделать это невозможно, так что Марсий потерпел сокрушительное фиаско и был жестоко наказан изысканным покровителем искусств: Аполлон содрал с пастуха кожу и прибил её к сосне.

## Практика и этос авлоса

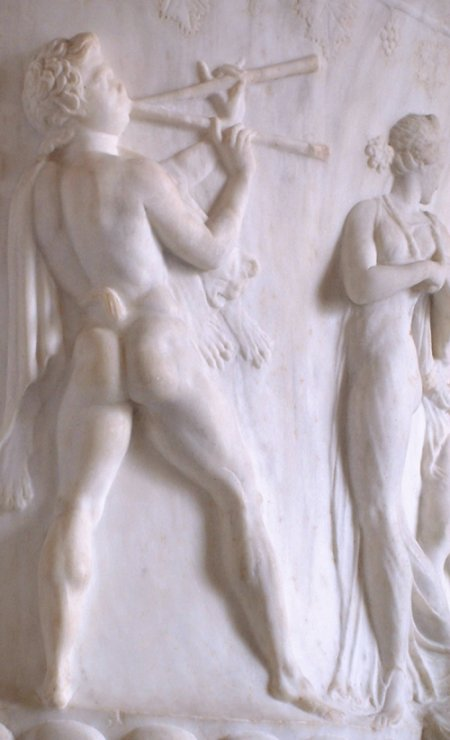
Авлет, играющий на двуствольном авлосе. Деталь вазы, 40-30 гг. до н. э. Лувр (Париж)

Наряду с кифарой авлос — один из самых распространённых инструментов в античном мире. Игра на авлосе применялась в античной трагедии, в культе Диониса (у римлян — Вакха) и Кибелы, в жертвенных возлияниях (спондеях), во время траурных церемоний, в военной музыке (в Спарте), наконец, для развлечения различных слоёв населения (равным образом во время пира-симпосия аристократии и в бродячих ансамблях менестрелей-бедняков). Соревнования авлетов входили в программу общегреческих и местных игр.
Сольное пение в сопровождении авлоса называлось авло́дией. Игра на авлосе называлась авле́тикой. Наряду с мужчинами (авлетами) на авлосе часто играли женщины (авлетки, иначе авлетриды), о чём свидетельствует обильная античная иконография. В античной литературе сохранились свидетельства детальной жанровой классификации музыки, исполнявшейся на авлосе. Общетипологическое обозначение пьесы, исполняемой на авлосе — авле́ма (др.-греч. αὔλημα).
Античные писатели традиционно связывали авлос с Фригией, а традиционные характеристики фригийского лада как «возбуждённого», «экстатичного» и т. п., по-видимому, в свою очередь объяснялись употреблением авлоса во фригийских культах (прежде всего, Диониса). Впрочем, этос авлической музыки не ограничивался только указанными характеристиками (как и функционирование авлоса не ограничивалось одним только культом).

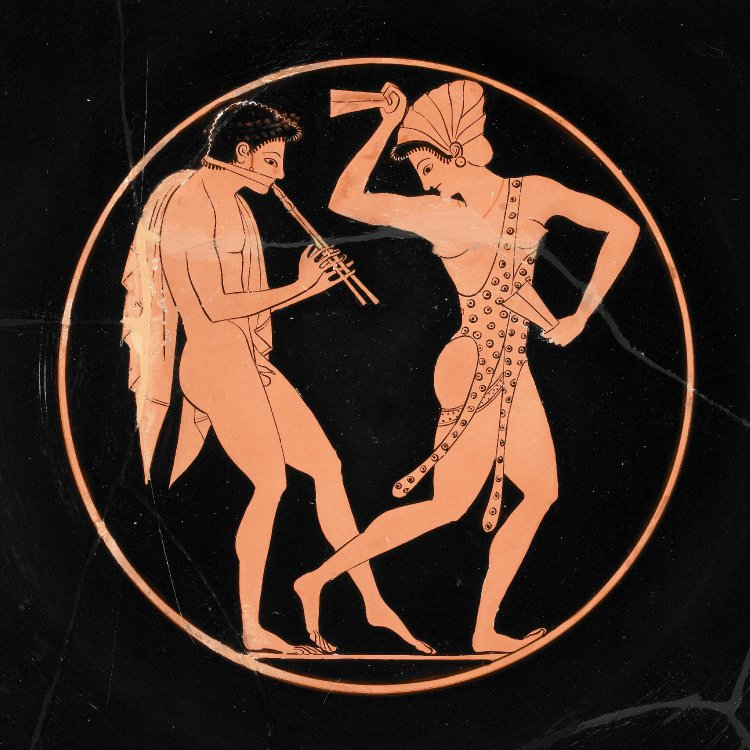
Авлет и танцовщица с кроталами. Изображение на античном краснофигурном килике (ок. 500 г. до н. э.). Британский музей (Лондон). Для контроля лицевых мышц, испытывающих большое напряжение, авлет использует специальные кожаные ремешки

О популярности авлоса в античности свидетельствует специальная (греческая и латинская) лексика, отражающая функциональные разновидности профессии авлета: threnaules (от др.-греч. θρῆνος — плач; авлет, обслуживавший похороны), choraules (авлет, аккомпанировавший хору в театре), spondaules (от др.-греч. σπονδή — спондей, авлет на жертвенных возлияниях), trieraules (авлет, работавший на триерах, для синхронизации действий гребцов), ceraules (от др.-греч. κέρας — рог; авлет, играющий на «рогатой» разновидности авлоса), лат. ambubaja — авлетка сирийского происхождения (иммигрантка) в Риме для дешёвого уличного и кабацкого развлечения (иллюстрацию см. в ст. Кимвал), и др.
В обязанности девушек, проходивших обучение в школах гетер, входила игра на авлосе во время симпосиев, при этом они должны были выступать обнажёнными. Слово «авлетка» могло использоваться как синоним слова «проститутка». Известно, что отец прославленной Клеопатры, египетский царь Птолемей XII Неос Дионис, получил от своих подданных насмешливое прозвище «Авлет» за чрезмерную уступчивость по отношению к Риму.
Предания о знаменитых авлетах (как и о кифаредах) в художественной и историографической литературе передавались греками (и от них римлянами) из века в век. Легендарными родоначальниками авлетического искусства считались фригийцы Олимп и Гиагн (др.-греч. Ὑάγνις). Среди исторических знаменитостей были Сакад Аргосский (1-я пол. VI в.), фиванцы Проном (ок. 440) и Антигенид (ок. 392—353) и др. Гетера Ламия Афинская (ок. 300 г.) скандально прославилась тем, что на Пифийских играх дерзнула состязаться в игре на авлосе с мужчинами.

## Авлос и флейта
По старинной (дореволюционной) традиции русские переводчики с греческого переводят αὐλός словом «флейта», зачастую «свирель» или даже «дудка» («дуда»), что не совсем верно. Такая же традиция отмечается в английских переводах с греческого вплоть до конца XX века.
Традиция замены авлоса флейтой в трудах филологов порою приводит к смысловым противоречиям. Например, М. Л. Гаспаров в своей известной статье «Древнегреческая хоровая лирика», писал: «Игра на флейте и кифаре называлась „авлетика“ и „кифаристика“, пение под флейту и под кифару — „авлодия“ и „кифародия“». Прообразом современной флейты у греков может считаться сиринга.

## Рецепция
Слово «авлос» легло в основу нескольких позднейших терминов для обозначения греческих инструментов, органологически неродственных авлосу — продольная закрытая флейта суравли (греч. σουραύλι, англ. souravli), двойная флейта дизавли (греч. δισαύλι; англ. disavli; один её ствол — бурдонный — без отверстий), волынка аскавлос (др.-греч. ἄσκαυλος, ἄσκαυλης, англ. askaules, askaulos).
В XX—XXI вв. в связи с очередным возрождением интереса к античной культуре неоднократно предпринимались попытки реконструкции авлоса (см. видеоролик).